# Guldfläta
Guldfläta (Hypnum bambergeri) är en bladmossart som beskrevs av W. P. Schimper 1860. Guldfläta ingår i släktet flätmossor, och familjen Hypnaceae. Enligt den finländska rödlistan är arten nära hotad i Finland. Arten är reproducerande i Sverige. Artens livsmiljö är kalkklippor och kalkbrott. Inga underarter finns listade i Catalogue of Life.

## Bildgalleri

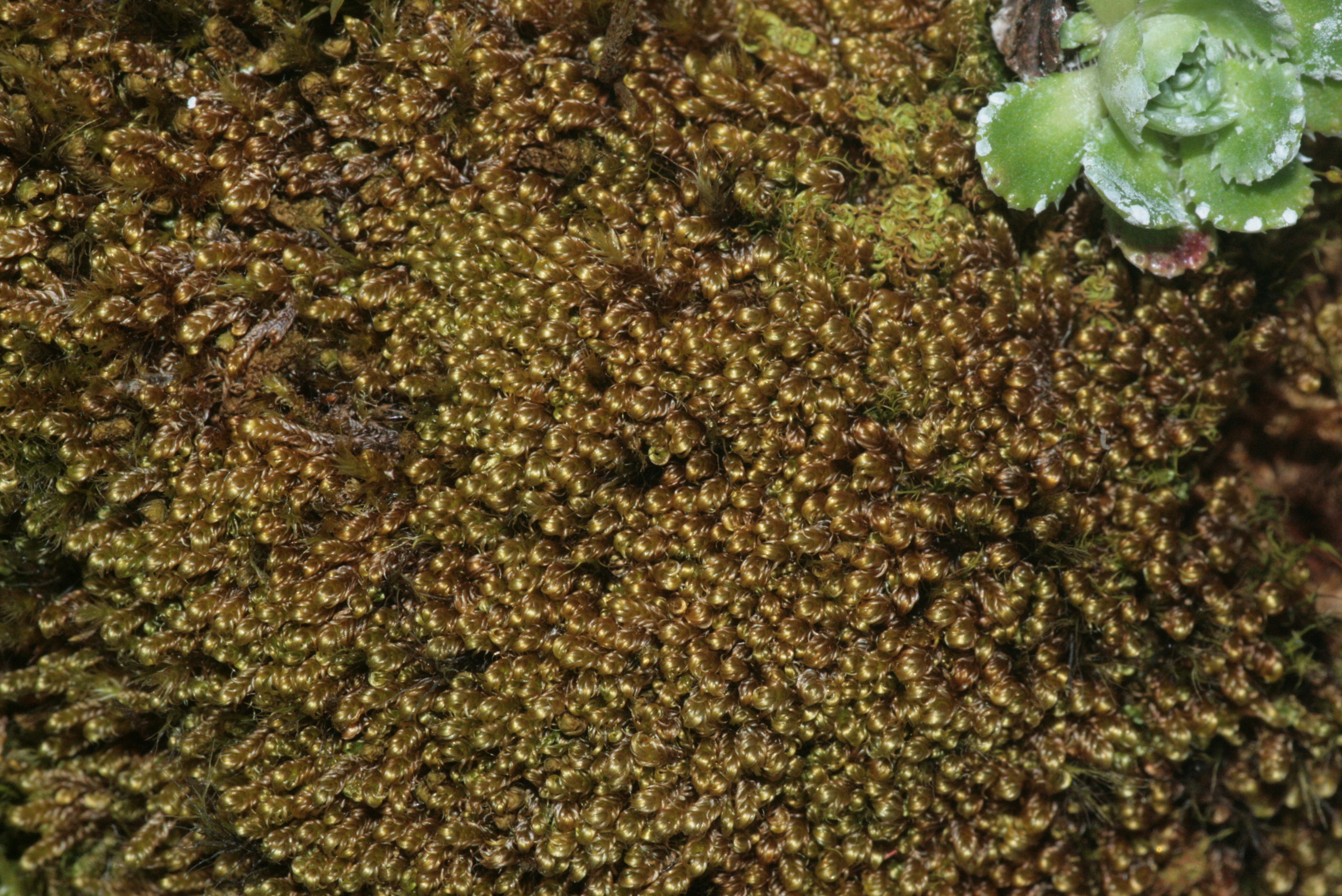
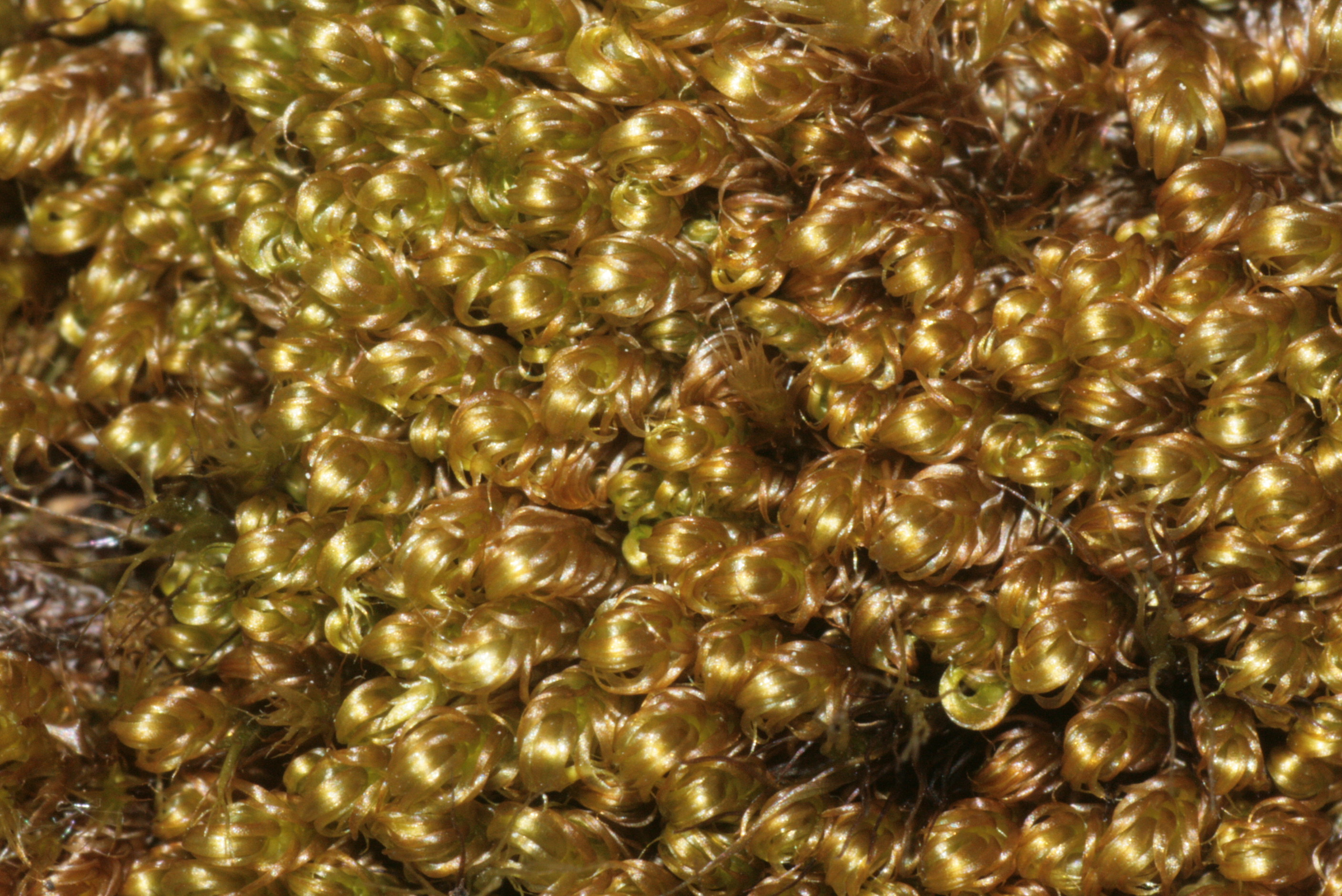
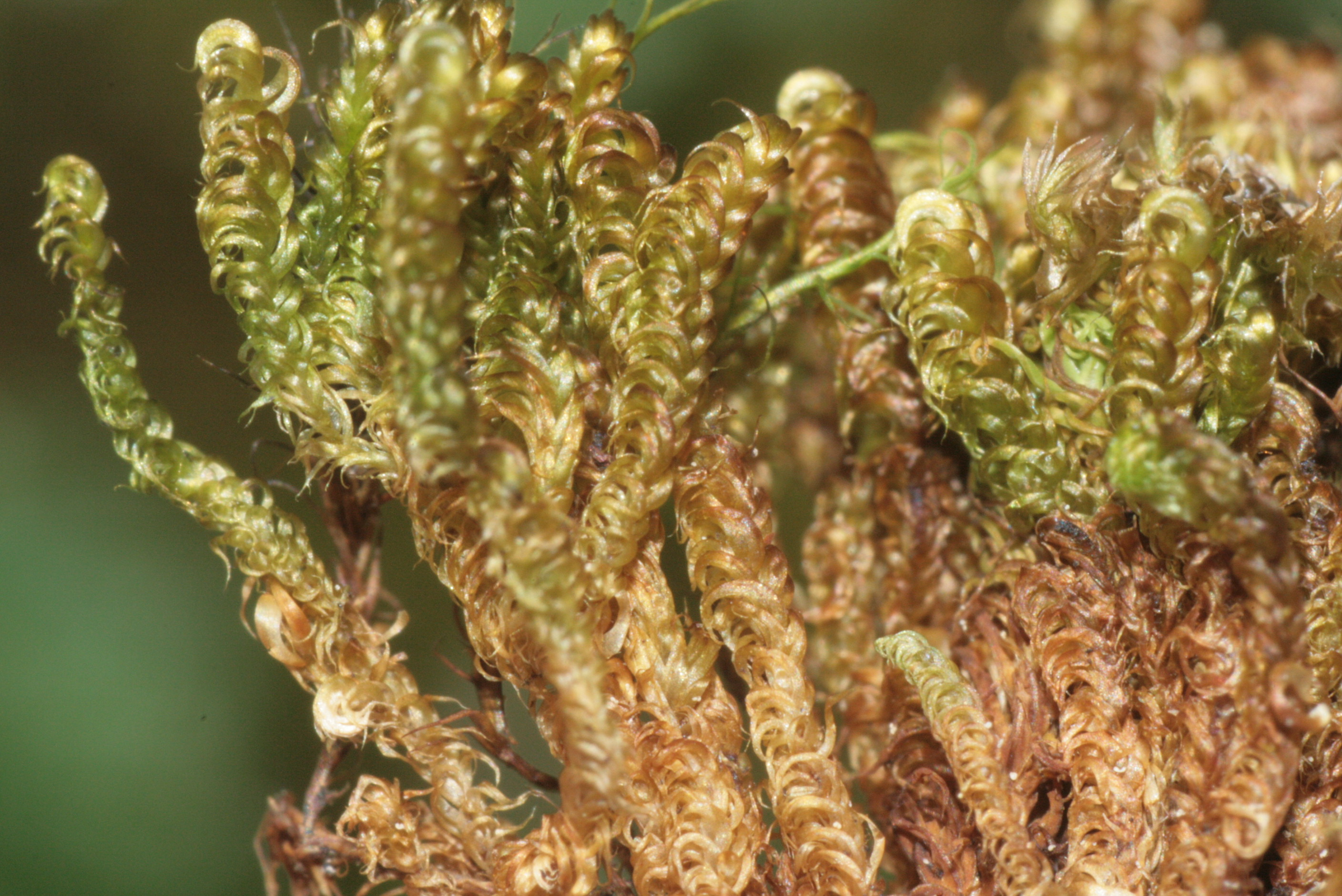
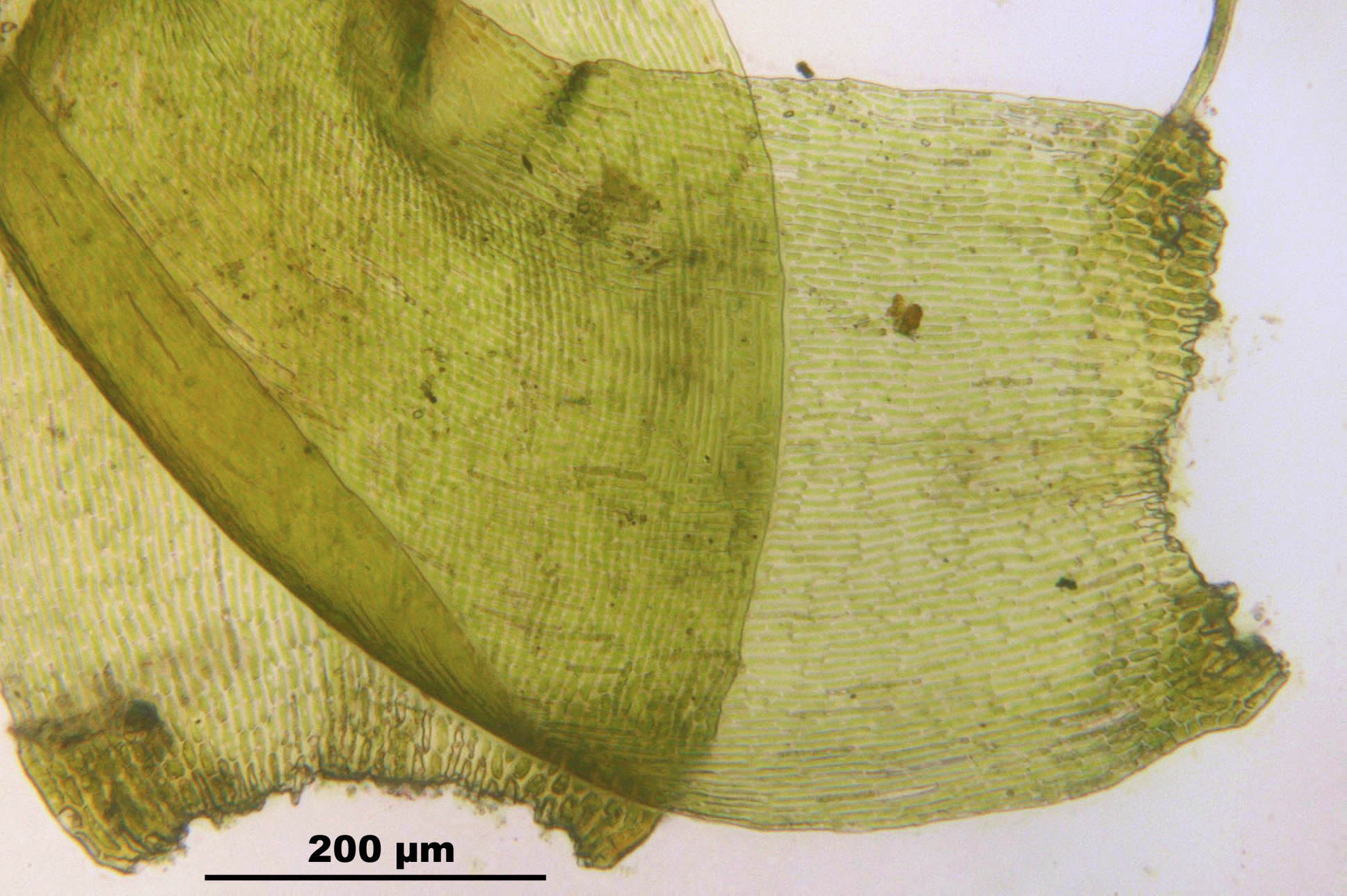
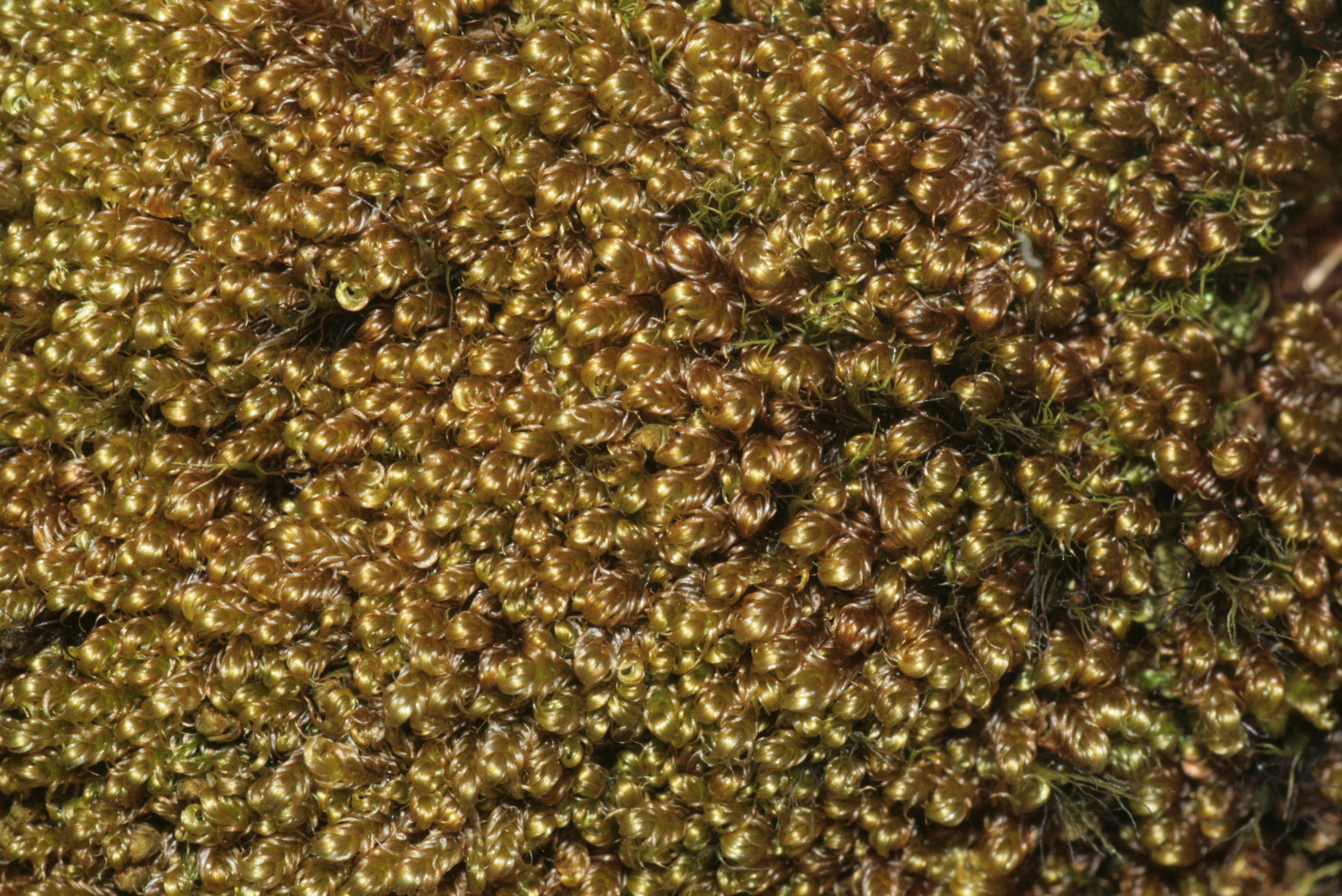
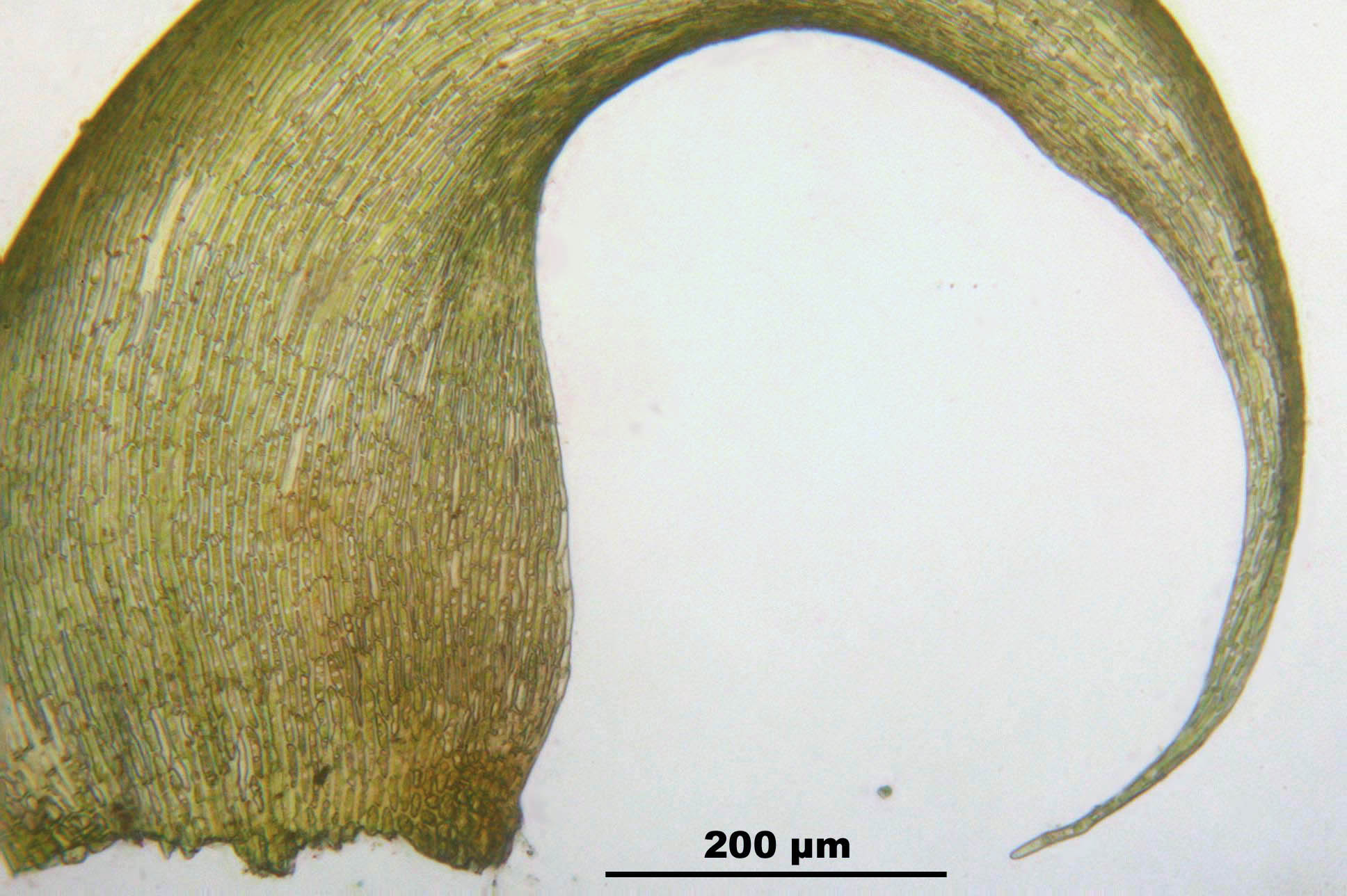